# Неджвиця-Дужа
Неджвиця-Дужа (пол. Niedrzwica Duża) — село в Польщі, у гміні Неджвиця-Дужа Люблінського повіту Люблінського воєводства.
Населення — 4052 особи (2011).

## Демографія
Демографічна структура станом на 31 березня 2011 року:
|          | Загалом | Допрацездатний вік | Працездатний вік | Постпрацездатний вік |
| -------- | ------- | ------------------ | ---------------- | -------------------- |
| Чоловіки | 2002    | 501                | 1331             | 170                  |
| Жінки    | 2050    | 448                | 1246             | 356                  |
| Разом    | 4052    | 949                | 2577             | 526                  |